# Tata-de-inquice
Tata-de-Inquice,  Tata riá Nkisi, Tateto-de-Inquice, Tata Nkisi, ou Tat’etu ria mukixi, palavras utilizadas no Candomblé Bantu para designar pai-de-santo, zelador de santo, com o mesmo significado de babalorixá do Candomblé Queto.